# Loutehel
Loutehel (prononciation : /lu'tɛl/) est une commune française située dans le département d'Ille-et-Vilaine en Région Bretagne. Elle fait partie de Vallons de Haute-Bretagne communauté.

## Géographie

### Communes limitrophes
|                 | Plélan-le-Grand | Maxent      |
| Guer (Morbihan) | Loutehel        | Val-d'Anast |
|                 | Val-d'Anast     |             |

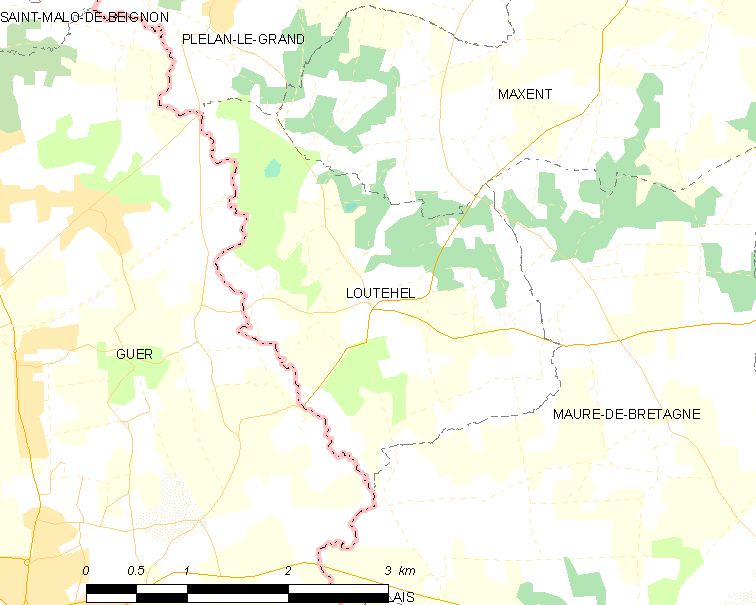
Carte de Loutehel et des communes avoisinantes.

Loutehel se trouve à l'extrême-ouest du département d'Ille-et-Vilaine, à la limite avec celui du Morbihan.

### Relief et hydrographie

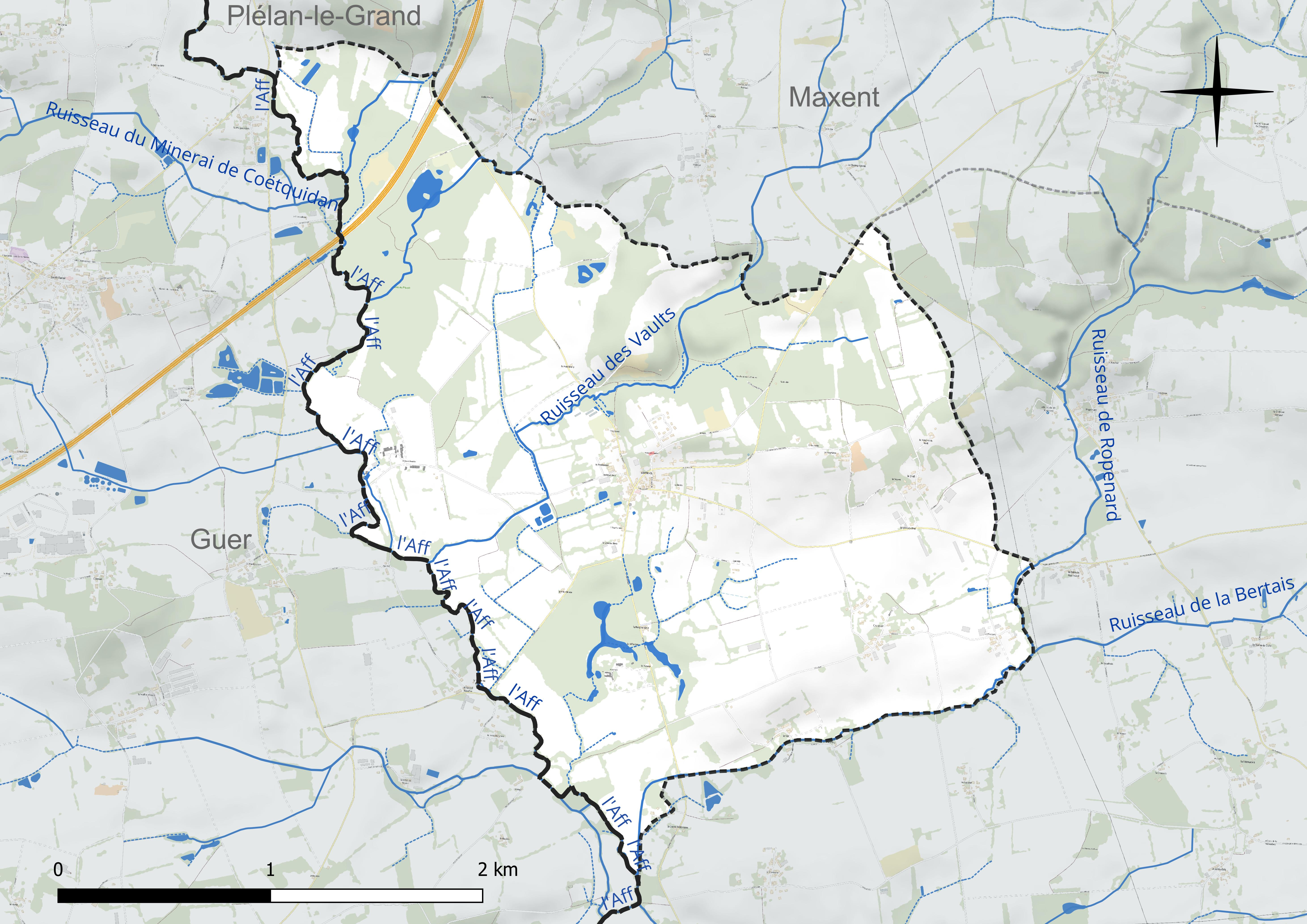
Carte du réseau hydrographique de la commune de Loutehel.

Le finage communal a des altitudes allant de 96 mètres (à la limite nord-est de la commune, à la Pierre Droite) pour son point le plus élevé et, s'abaissant progressivement vers le sud, décroît jusqu'à 31 mètres à son extrémité méridionale, au niveau de la confluence entre l'Aff et son affluent de rive droite le Ruisseau de Ropenard (qui prend le nom de Ruisseau de la Bertais dans sa partie aval). Ces deux cours d'eau servent aussi de limite communale avec Guer et départementale avec le Morbihan pour l'Aff, et pour partie de limite communale avec Maure-de-Bretagne (désormais Val d'Anast) pour le Ruisseau de la Bertais. Le bourg est vers 50 mètres d'altitude.

### Géologie
Du calcaire lacustre tongrien est présent à Loutehel.

### Hydrographie
Pour un article plus général, voir Réseau hydrographique d'Ille-et-Vilaine.
La commune est située dans le bassin Loire-Bretagne. Elle est drainée par l'Aff, le ruisseau de la Bertais, le ruisseau de Ropenard et le ruisseau des Vaults,,.
L'Aff, d'une longueur de 67 km, prend sa source dans la commune de Paimpont et se jette  dans l' Oust à Saint-Vincent-sur-Oust, après avoir traversé 17 communes. 

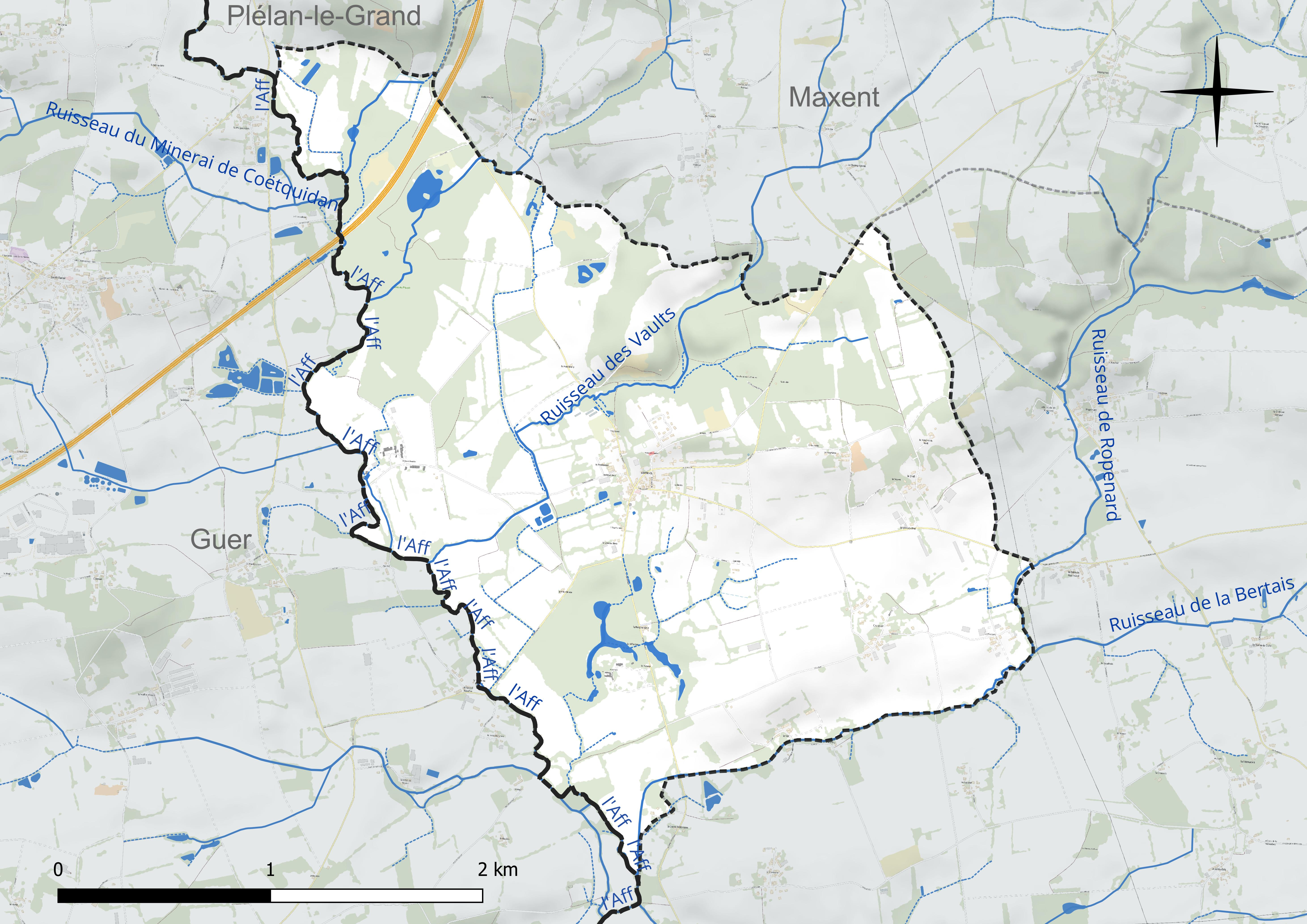
Réseau hydrographique de Loutehel.

### Climat
Pour des articles plus généraux, voir Climat de la Bretagne et Climat d'Ille-et-Vilaine.
En 2010, le climat de la commune est de type climat océanique franc, selon une étude du CNRS s'appuyant sur une série de données couvrant la période 1971-2000. En 2020, Météo-France publie une typologie des climats de la France métropolitaine dans laquelle la commune est exposée à un climat océanique et est dans la région climatique  Bretagne orientale et méridionale, Pays nantais, Vendée, caractérisée par une faible pluviométrie en été et une bonne insolation. Parallèlement l'observatoire de l'environnement en Bretagne publie en 2020 un zonage climatique de la région Bretagne, s'appuyant sur des données de Météo-France de 2009. La commune est, selon ce zonage, dans la zone « Intérieur Est », avec des hivers frais, des étés chauds et des pluies modérées.
Pour la période 1971-2000, la température annuelle moyenne est de 11,4 °C, avec une amplitude thermique annuelle de 13 °C. Le cumul annuel moyen de précipitations est de 784 mm, avec 13,2 jours de précipitations en janvier et 6,2 jours en juillet. Pour la période 1991-2020, la température moyenne annuelle observée sur la station météorologique la plus proche, située sur la commune de Guer à 5 km à vol d'oiseau, est de 12,3 °C et le cumul annuel moyen de précipitations est de 872,7 mm,. Pour l'avenir, les paramètres climatiques de la commune estimés pour 2050 selon différents scénarios d'émission de gaz à effet de serre sont consultables sur un site dédié publié par Météo-France en novembre 2022.

### Transports
Loutehel est à l'écart des grands axes de circulation, le bourg n'est desservi que par des routes secondaires : D 44, qui vient côté est de Campel et va vers le sud-ouest jusqu'à la limite du Morbihan en direction de Guer) et D 63 (qui vient côté nord-est de Maxent). Toutefois, la voie expresse RN 24 Rennes-Lorient écorne la partie nord-ouest du territoire communal au niveau du Bois du Plessix, mais sans desservir directement la commune.

## Urbanisme

### Typologie
Au 1er janvier 2024, Loutehel est catégorisée commune rurale à habitat dispersé, selon la nouvelle grille communale de densité à sept niveaux définie par l'Insee en 2022.
Elle est située hors unité urbaine. Par ailleurs la commune fait partie de l'aire d'attraction de Guer, dont elle est une commune de la couronne,. Cette aire, qui regroupe 9 communes, est catégorisée dans les aires de moins de 50 000 habitants,.

### Occupation des sols
L'occupation des sols de la commune, telle qu'elle ressort de la base de données européenne d'occupation biophysique des sols Corine Land Cover (CLC), est marquée par l'importance des territoires agricoles (70,7 % en 2018), une proportion identique à celle de 1990 (70,7 %). La répartition détaillée en 2018 est la suivante : 
zones agricoles hétérogènes (29,9 %), terres arables (29,4 %), forêts (29,3 %), prairies (11,4 %). L'évolution de l'occupation des sols de la commune et de ses infrastructures peut être observée sur les différentes représentations cartographiques du territoire : la carte de Cassini (XVIIIe siècle), la carte d'état-major (1820-1866) et les cartes ou photos aériennes de l'IGN pour la période actuelle (1950 à aujourd'hui).

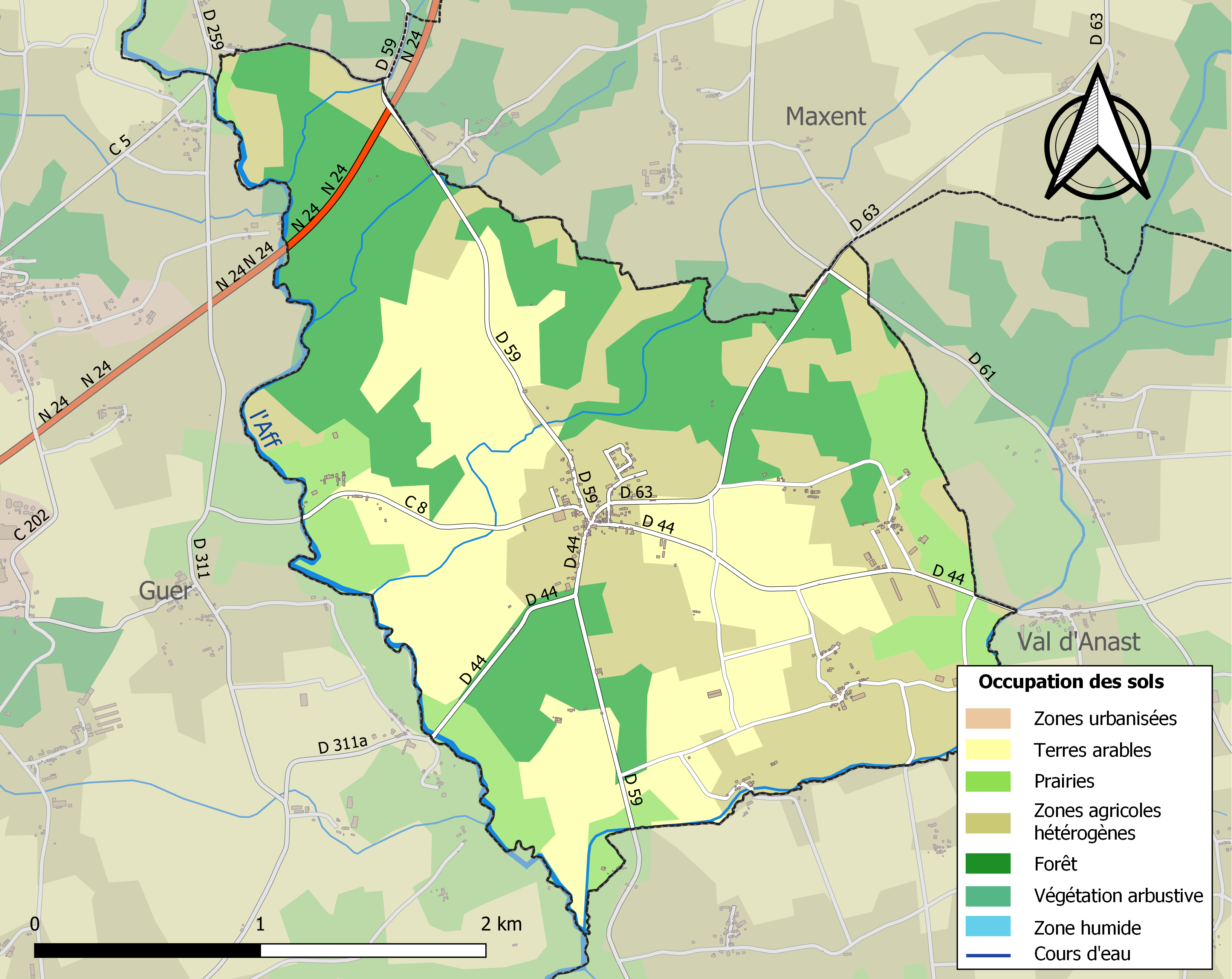
Carte des infrastructures et de l'occupation des sols de la commune en 2018 (CLC).

## Toponymie
Le nom de la localité est attesté sous les formes Lupo Thehelli en 1124,  Parochia de Loutehel en 1250, Louthehel en 1516, Outehel en 1630.
Selon Amédée Guillotin de Corson Loutehel doit son nom aux louc'h ou étangs voisins du bourg, environnant le vieux manoir de la Lohière ; « reste à savoir qui était ce Téhel dont le nom est joint à celui des étangs ».
Loutè en gallo.

## Histoire

### Antiquité
Les fondations d'une grande villa gallo-romaine ont été mises au jour au lieu-dit de Crusson.

### Moyen-Âge
Loutehel serait l'une des sept chapelles de l'ancienne paroisse d'Anast citée dans un texte de 843 et aurait été ensuite une trève de la paroisse de Maure avant de devenir une paroisse indépendante au XIIe siècle.
Le nom de la paroisse de Loutehel apparaît pour la première fois dans un texte écrit en 1250 à l'occasion de la donation d'un paroissien de Mernel, Pierre Meleine, fit pour le salut de son ãme à l'évêque de Saint-Malo du tiers de la dîme des grains et des vins qu'il levait dans la paroisse de Loutehel.

### Temps modernes
En 1620 Louise de Maure, dame de Mortemart, se fit reconnaître par le Roi ses droits de prééminence dans l'église de Loutehel, mais au XVIIIe siècle le seigneur de Guer était considéré comme supérieur, fondateur et prééminencier de l'église de Loutehel, dans laquelle se trouvait l'enfeu de la famille, car il possédait le château de la Lohière. L'évêque de Saint-Malo était grand décimateur de la paroisse.

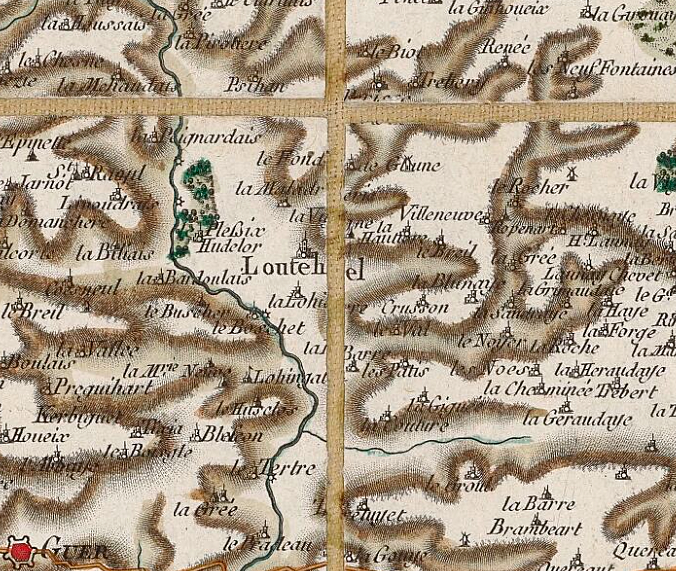
Carte de Cassini de la paroisse de Loutehel et de ses environs (1785).

Jean-Baptiste Ogée décrit ainsi Loutehel en 1778 :

« Loutehel ; dans un fond ; à 17 lieues et demie au sud de Saint-Malo, son évêché ; à 8 lieues de Rennes ; et à 2 lieues un quart de Plélan, sa subdélégation. Cette paroisse, dont la cure est à l'alternative, compte 500 communiants, et ressortit à Ploërmel. M. de Guer en est le seigneur supérieur.
La maison noble du Plessis-Hudelor, moyenne et basse justice, appartient à M. de Saint-Malon, et relève du Comté de Maure Ce territoire est arrosé par la rivière d'Aph (Aff) ; c'est un pays couvert d'arbres et buissons, qui produit du grain et beaucoup de cidre ; mais les landes n'y font malheureusement que trop étendues. »

### Révolution française
Renais, recteur de Loutehel, fait partie des signataires d'un texte publié le 12 janvier 1791 par le journal L'Ami du roi annonçant l'opposition des signataires à la Constitution civile du clergé.

### LeXIXesiècle
A. Marteville et P. Varin, continuateurs d'Ogée, décrivent ainsi Loutehel en 1843 :

« Loutehel (sous l'invocation de saint Armel) : commune formée de l'ancienne paroisse de ce nom ; aujourd'hui succursale. (..) Principaux villages : la Maladrerie, le Breil, les Brunais, Crusson, le Val. Maisons principales : le château du Plessix-Hudelor, la Lohière. Superficie totale 720 ha, dont (..) terres labourables 254 ha, prés et pâturages 121 ha, bois 70 ha, vergers et jardins 9 ha, landes et incultes 235 ha, étangs 4 ha (..). Moulins: 3 (du Plessix-Hudelor, de Boscher, à eau ; de Pierre-Droite, à vent. Cette commune est limitée à l'ouest et au sud-ouest par la rivière d'Aff. Elle contient au nord-ouest le bois taillis du PLessix-Hudelor et au sud celui de la Lohière. (..) Géologie : schiste argileux. On parle le français [en fait le gallo]. »

En 1880 les communes de Loutehel et Saint-Séglin furent exclues de la distribution des recours aux indigents décidés par le gouvernement car il ne se trouvait pas de personnes républicaines dans ces deux localités pour procéder à la répartition des aides prévues.

### LeXXesiècle

#### La Belle Époque

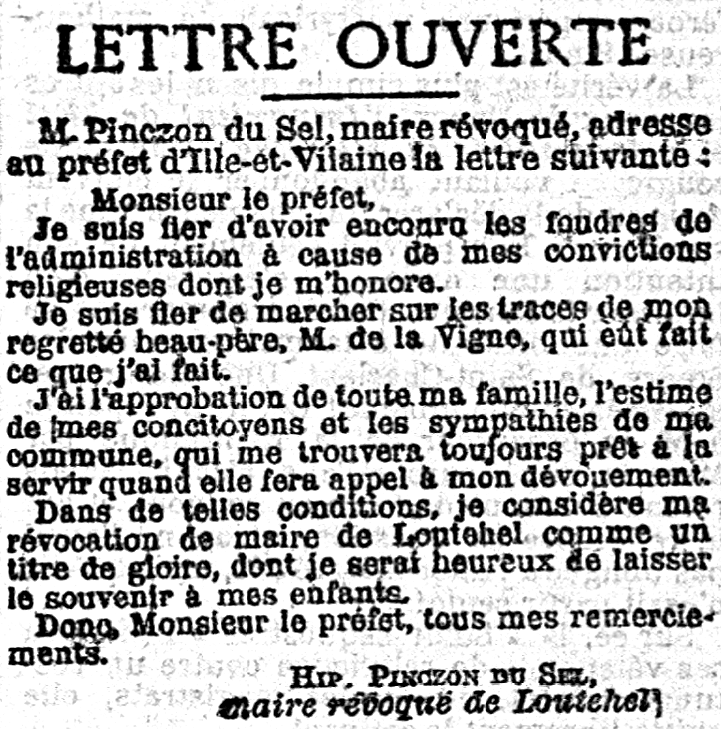
Lettre ouverte d'Hippolyte Pinczon du Sel au préfet d'Ille-et-Vilaine (publiée par le journal La Croix du 1 novembre 1903).

« Le Conseil municipal de Loutehel (Ille-et- Vilaine), par une délibération prise à l'unanimité, a blâmé au nom de la population la mesure sectaire laïcisant l'école des Sœurs, et envoyé un hommage public de reconnaissance et de regrets aux religieuses, dont l'expulsion constitue « un attentat direct aux convictions religieuses des habitants et aux droits des familles » écrit le journal La Croix du 18 septembre 1903.
Le 4 octobre 1903 le préfet d'Ille-et-Vilaine suspendit de ses fonctions le maire, Hippolyte Pinczon du Sel, car le conseil municipal avait protesté contre la laïcisation de l'école mixte de la commune tenue jusqu'ici par des religieuses en vertu de la loi sur les congrégations. Le journal La Croix du 1er novembre 1903 publie la lettre ouverte du maire révoqué adressée au préfet dans laquelle il se félicite d'avoir été sanctionné en raison de ses convictions religieuses.
Hippolyte « Pinczon du Sel, maire de Loutehel, vient de réunir son conseil municipal (..) ; le maire lui a donné connaissance d'un arrêté du préfet d'Ille-et-Vilaine, ordonnant la mainlevée du séquestre des biens de la fabrique de Loutehel attribués à la commune par un décret en date du 6 juin 1910 (..). Le conseil municipal, élu par une population foncièrement catholique, proteste de toute son énergie contre la spoliation des biens de l'église de Loutehel ».

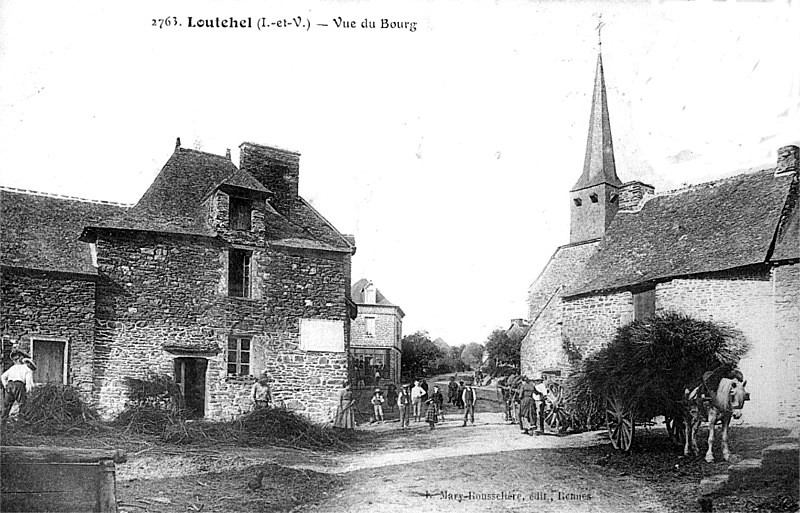
Le bourg de Loutehel au début du XXe siècle (carte postale).
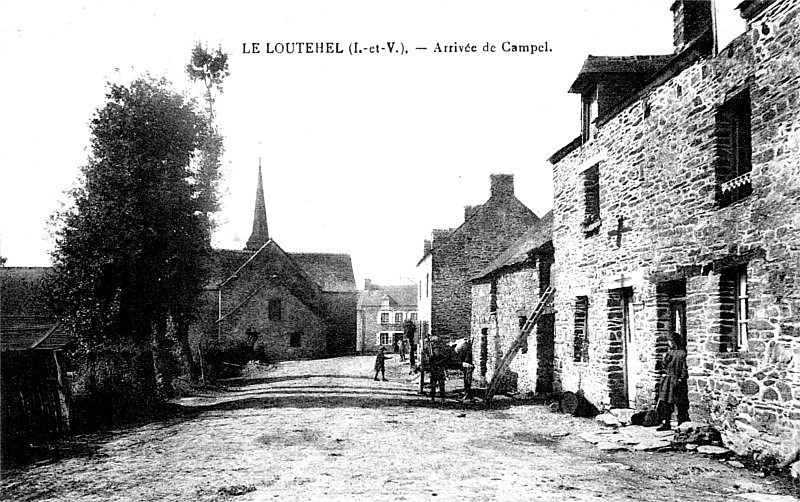
Loutehel ː arrivée depuis la route de Campel au débit du XXe siècle (carte postale).
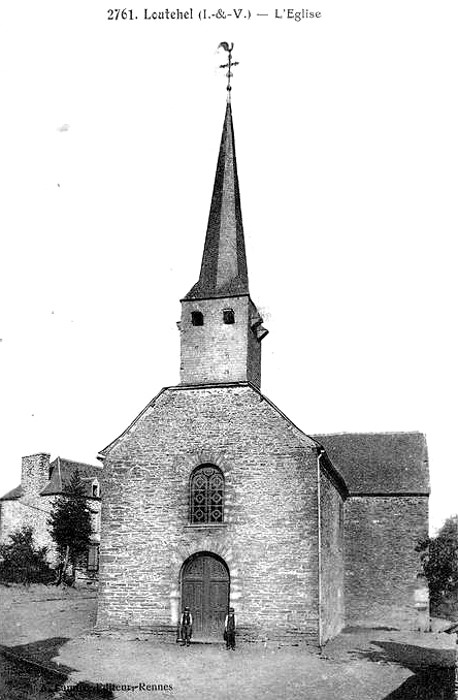
Loutehel ː l'église paroissiale Saint-Armel au début du XXe siècle (carte postale).

#### La Première Guerre mondiale

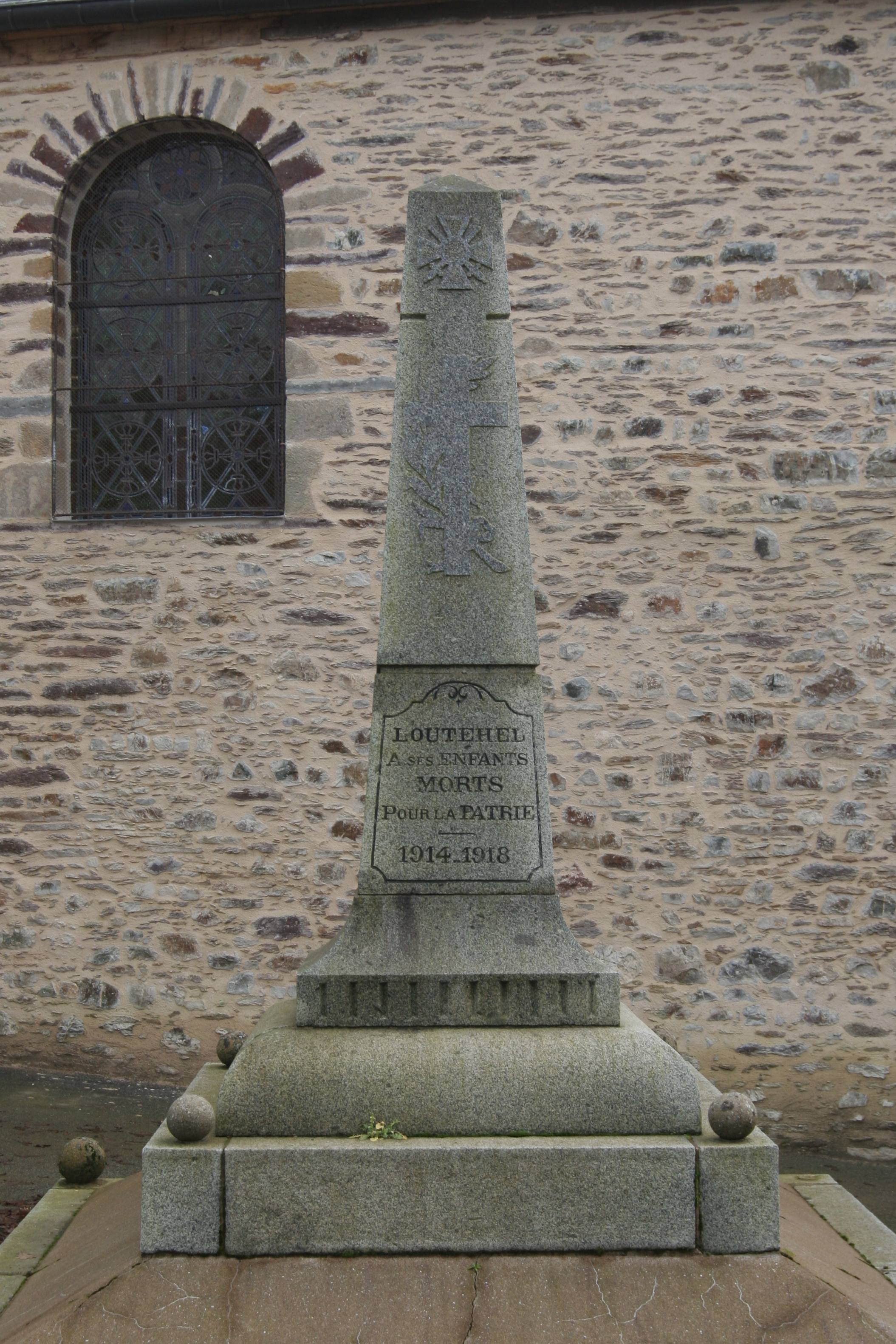
Le monument aux morts de Loutehel.

Le monument aux morts de Loutehel porte les noms de 24 soldats morts pour la France pendant la Première Guerre mondiale ; parmi eux Hilaire Binard et Joseph Barre ont été décorés de la Médaille militaire et de la Croix de guerre, et 5 autres soldats de la Croix de guerre.

#### L'Entre-deux-guerres

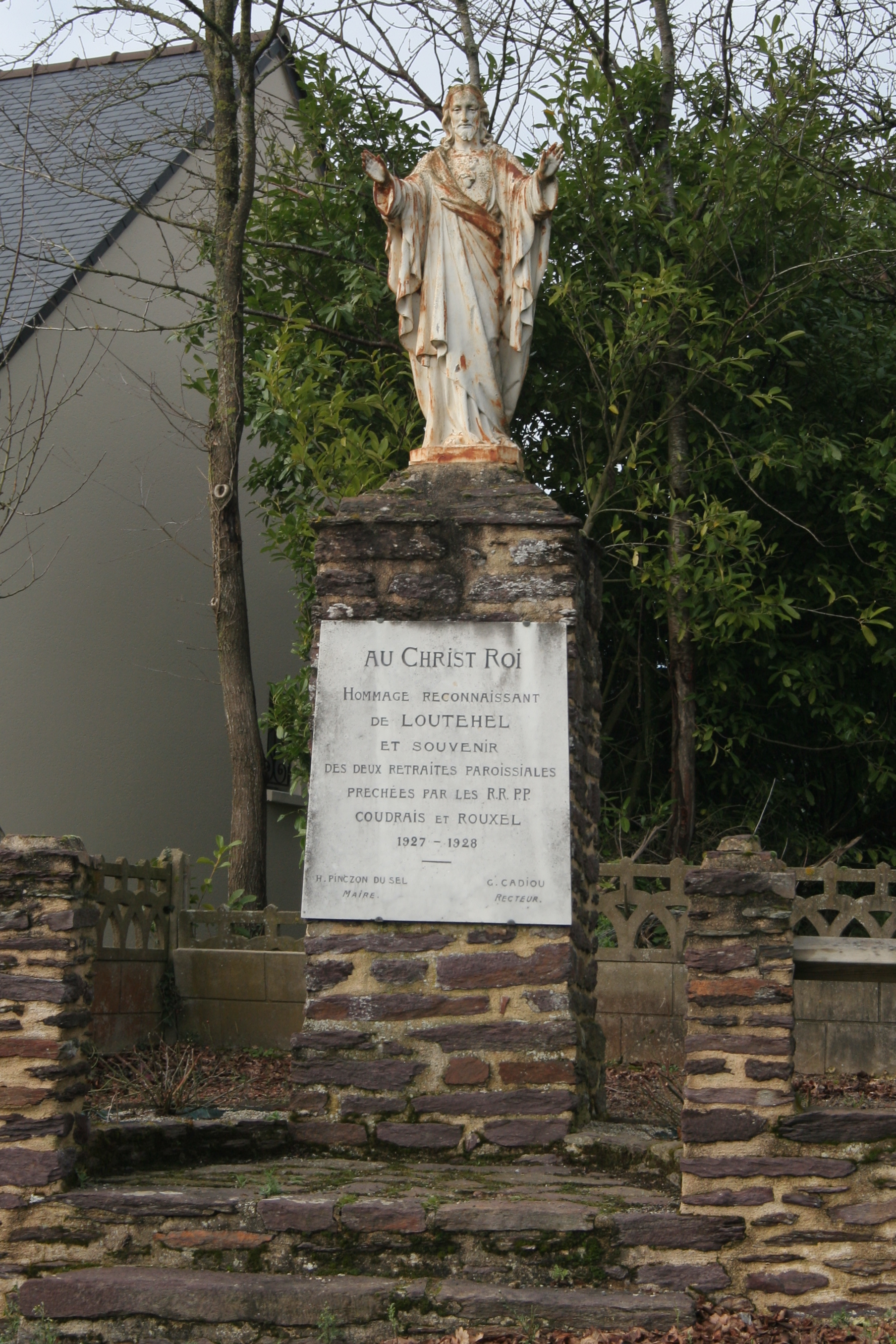
Le monument du Christ-Roi (souvenir des retraites paroissiales de 1927 et 1928).

#### La Seconde Guerre mondiale
Loutehel n'a eu aucun mort pour la France pendant la Seconde Guerre mondiale.

## Politique et administration
| Période    | Période    | Identité                 | Étiquette | Qualité |
| ---------- | ---------- | ------------------------ | --------- | --- |
|            |            |                          |           | |
| 1814       | 1827       | Jean-Marie Herviaux      |           | Propriétaire. Marchand. |
| 1827       | 1830       | Pierre Gautier           |           | Propriétaire. Cultivateur. |
| 1830       | 1856       | Jean-Pierre Herviaux     |           | Propriétaire. Cultivateur. Fils de Jean-Marie Herviaux, maire entre 1814 et 1827.                                                               |
| 1856       | 1867       | Pierre Gautier           |           | Déjà maire entre 1827 et 1830. |
| 1867       | 1888       | Jean-Pierre Herviaux     |           | Déjà maire entre 1830 et 1856. |
| 1888       | 1900       | Louis de la Vigne        |           | Avocat. Conseiller général pendant 45 ans. « Homme de bien et chrétien tout dévoué à la causse catholique ». Habitait le château de la Lohière. |
| 1900       | après 1923 | Hippolyte Pinczon du Sel |           | Habitait le château de la Lohière. Gendre de Louis de la Vigne, maire précédent.                                                                |
|            |            |                          |           | |
|            |            |                          |           | |
| vers 1960  | vers 1965  | Jean Vincent             |           | |
|            |            |                          |           | |
| mars 1983  | avril 2014 | Paul Blécon              | DVD       | Charpentier. |
| avril 2014 | mars 2016  | Élodie Corduan           | SE        | Ouvrière |
| mars 2016  | En cours   | Pascal Guerro            | -         | Magasinier. |

## Démographie
L'évolution du nombre d'habitants est connue à travers les recensements de la population effectués dans la commune depuis 1793. Pour les communes de moins de 10 000 habitants, une enquête de recensement portant sur toute la population est réalisée tous les cinq ans, les populations de référence des années intermédiaires étant quant à elles estimées par interpolation ou extrapolation. Pour la commune, le premier recensement exhaustif entrant dans le cadre du nouveau dispositif a été réalisé en 2004.

En 2022, la commune comptait 235 habitants, en évolution de −11,32 % par rapport à 2016 (Ille-et-Vilaine : +5,46 %, France hors Mayotte : +2,11 %).
| 1793 | 1800 | 1806 | 1821 | 1831 | 1836 | 1841 | 1846 | 1851 |
| ---- | ---- | ---- | ---- | ---- | ---- | ---- | ---- | ---- |
| 349  | 329  | 393  | 410  | 398  | 391  | 403  | 426  | 442  |

| 1856 | 1861 | 1866 | 1872 | 1876 | 1881 | 1886 | 1891 | 1896 |
| ---- | ---- | ---- | ---- | ---- | ---- | ---- | ---- | ---- |
| 445  | 460  | 440  | 426  | 410  | 415  | 452  | 475  | 462  |

| 1901 | 1906 | 1911 | 1921 | 1926 | 1931 | 1936 | 1946 | 1954 |
| ---- | ---- | ---- | ---- | ---- | ---- | ---- | ---- | ---- |
| 436  | 441  | 418  | 393  | 379  | 348  | 333  | 297  | 298  |

| 1962 | 1968 | 1975 | 1982 | 1990 | 1999 | 2004 | 2006 | 2009 |
| ---- | ---- | ---- | ---- | ---- | ---- | ---- | ---- | ---- |
| 247  | 234  | 197  | 196  | 223  | 191  | 200  | 193  | 215  |

| 2014 | 2019 | 2022 | - | - | - | - | - | - |
| ---- | ---- | ---- | - | - | - | - | - | - |
| 257  | 247  | 235  | - | - | - | - | - | - |

## Lieux et monuments
Le patrimoine architectural de la commune est très modeste :
- Monuments notables :
  - L'église Saint-Armel, en forme de croix latine, construite entre 1835 et 1839  (il ne reste rien de l'église antérieure)[43] ;

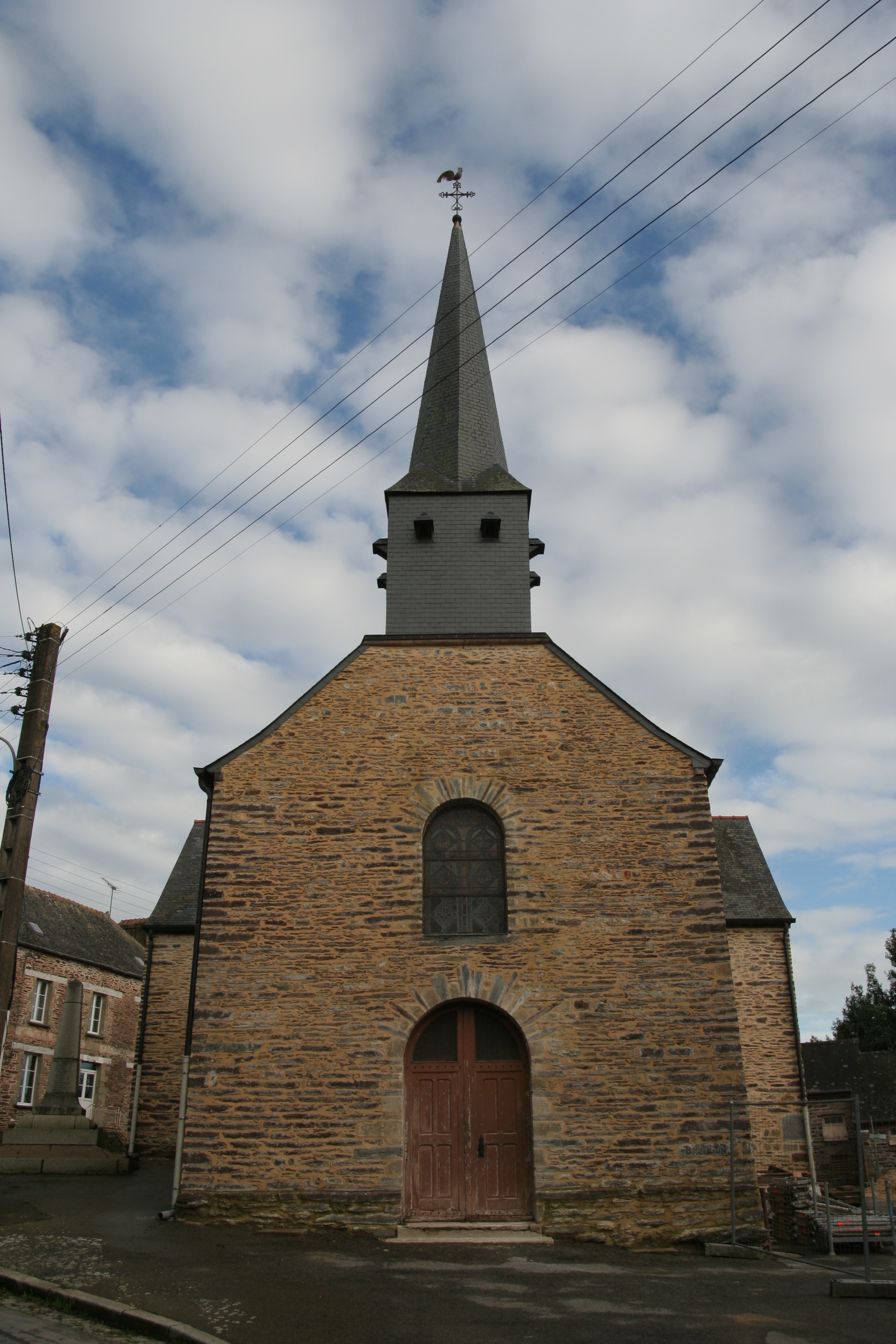
L'église paroissiale Saint-Armel : la façade.
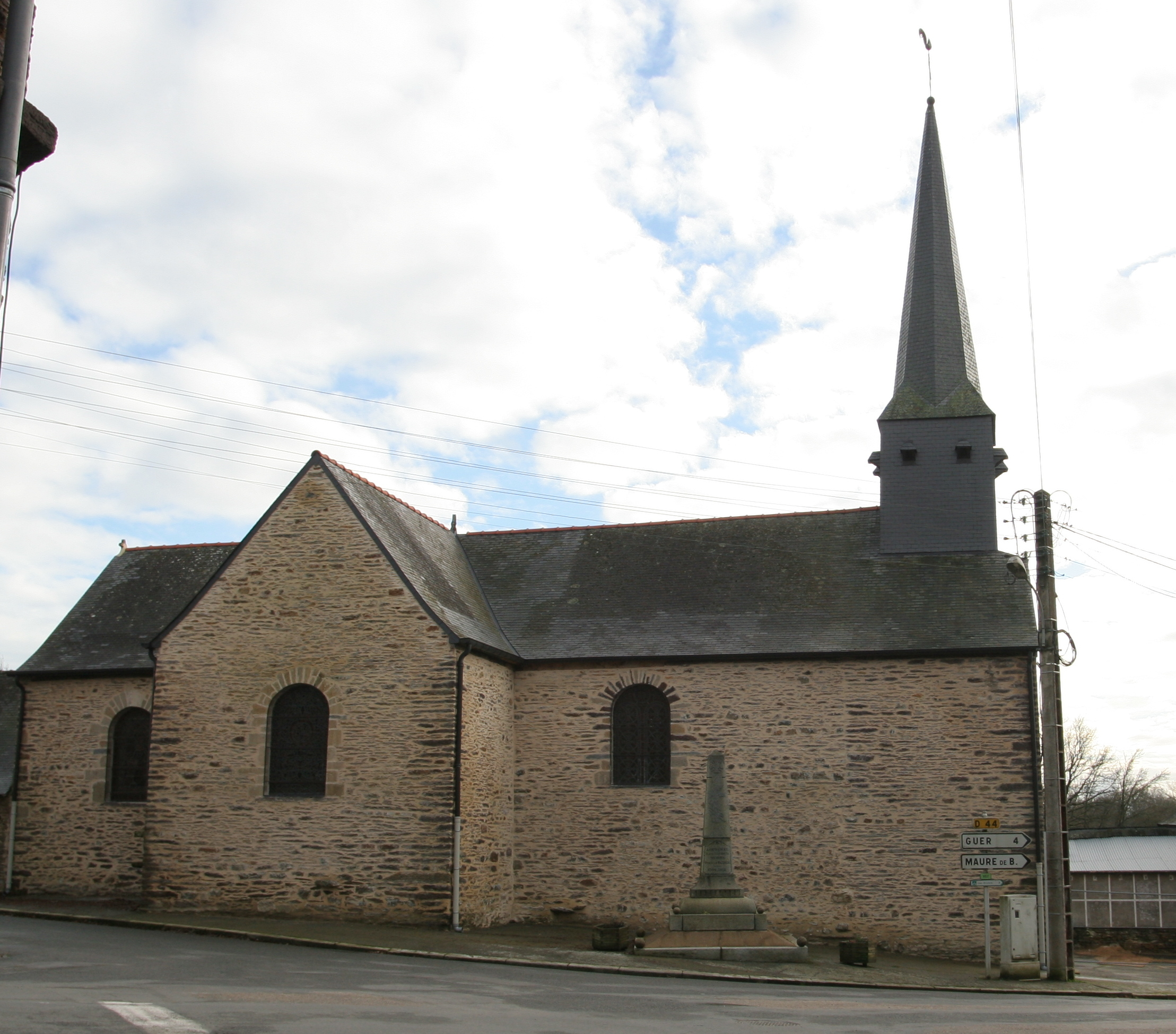
L'église paroissiale Saint-Armel : vue extérieure d'ensemble.

- - Le château de la Lohière, construit dans la deuxième moitié du XIXe siècle[44] ;

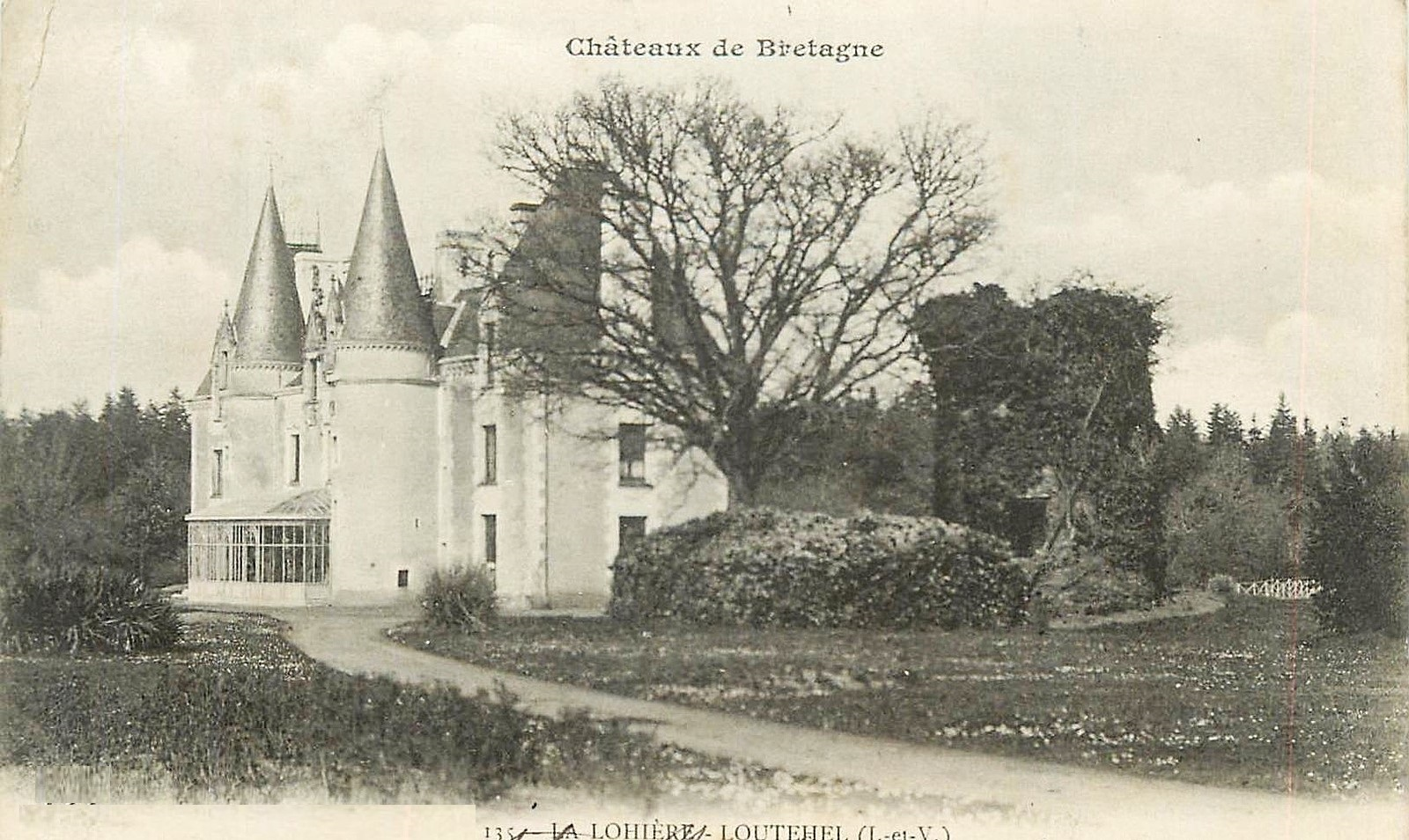
Le château de la Lohière au début du XXe siècle (carte postale).
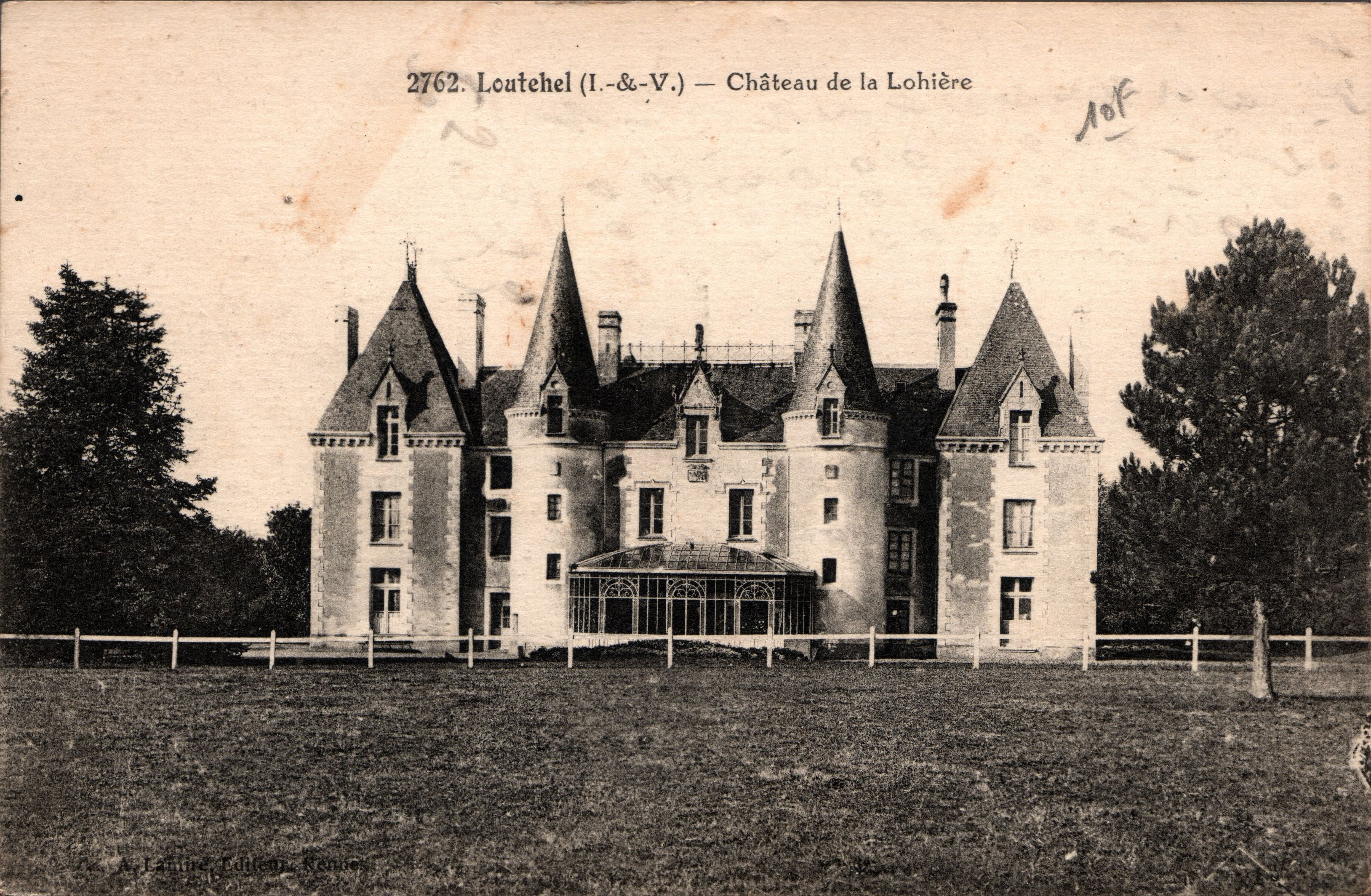
Le Château de la Lohière, vers 1910.

- - Le château du Plessix Hudelor (XVIIe siècle et XVIIIe siècle), siège d'une ancienne châtellenie[45] ; un ancien moulin banal se trouve à proximité[46].

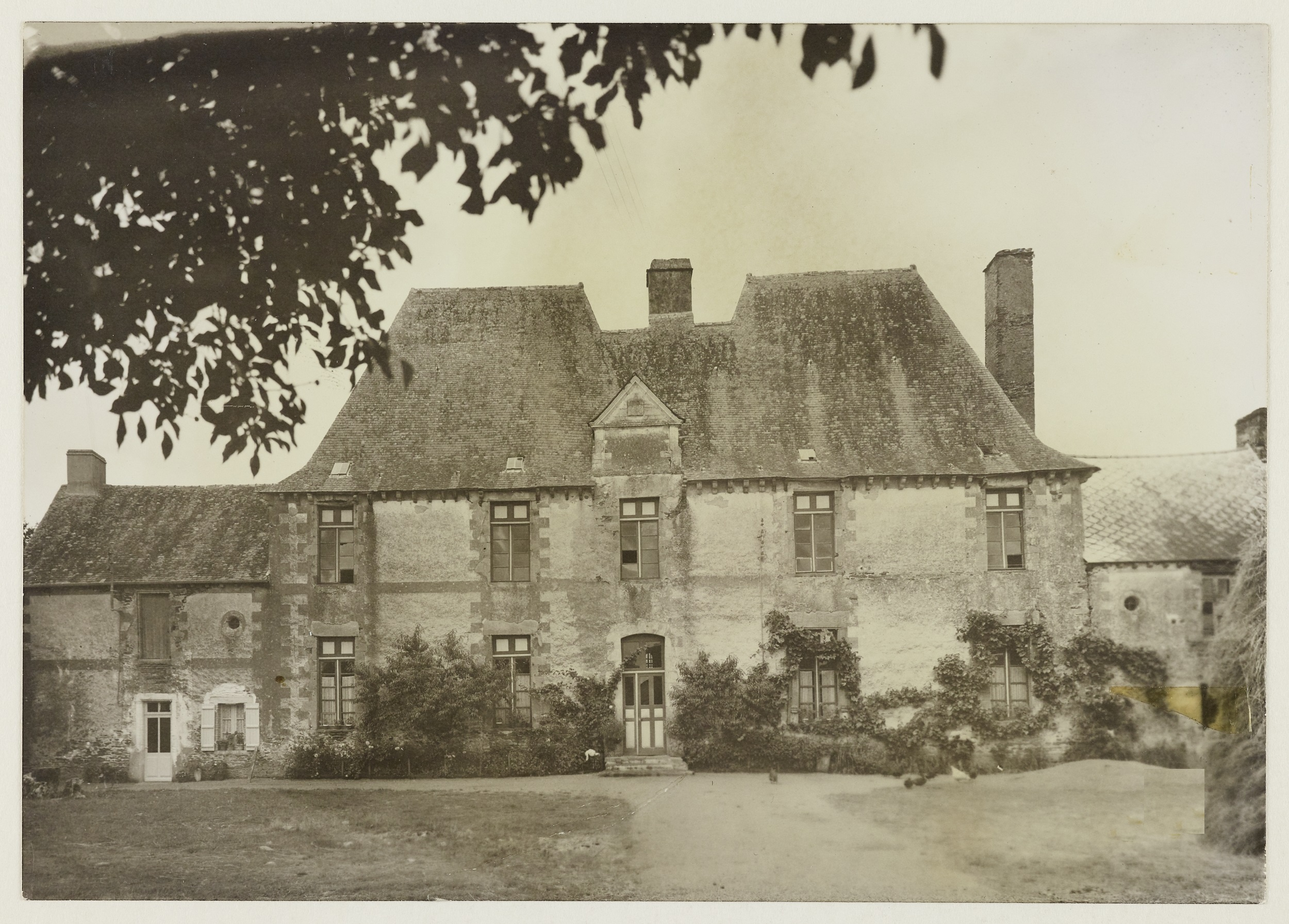
Le château du Plessix-Hudelor au début du XXe siècle (Musée de Bretagne).

- - Le menhir de la Pierre droite (à la limite de la commune de Maxent).
  - Quatre croix monumentales se trouvent dans la commune, dont par exemple la croix de chemin près de la Lohière[47].
  - Le monument du Christ-Roi[48].
  - Des maisons et fermes présentent un intérêt patrimonial[49].
- Lieux légendaires :
  - La fontaine Saint-Armel[50] : selon Albert Le Grand, cité par Amédée Guillotin de Corson, « saint Armel passant par un village où il ne trouva pas de bonne eau, planta son bâton en terre et, après avoir fait oraison, le retira et, incontinent en ce lieu il parut une source de bonne eau, laquelle n'a, depuis, cessé de couler et s'appelle fontaine Saint-Armel ». Amédée Guillotin de Corson ajoute que « jamais, depuis, la fontaine n'a tari et que les nombreux pèlerins qui viennent en ce bourg (il écrit vers 1885) à la mi-août, le jour de la Saint-Armel (16 août) et le dimanche suivant, vont encore tous se laver à cette fontaine vénérée, puis ils font le tour de l'église en récitant leur chapelet, et ils terminent par une prière au pied de la statue du bienheureux »[24].

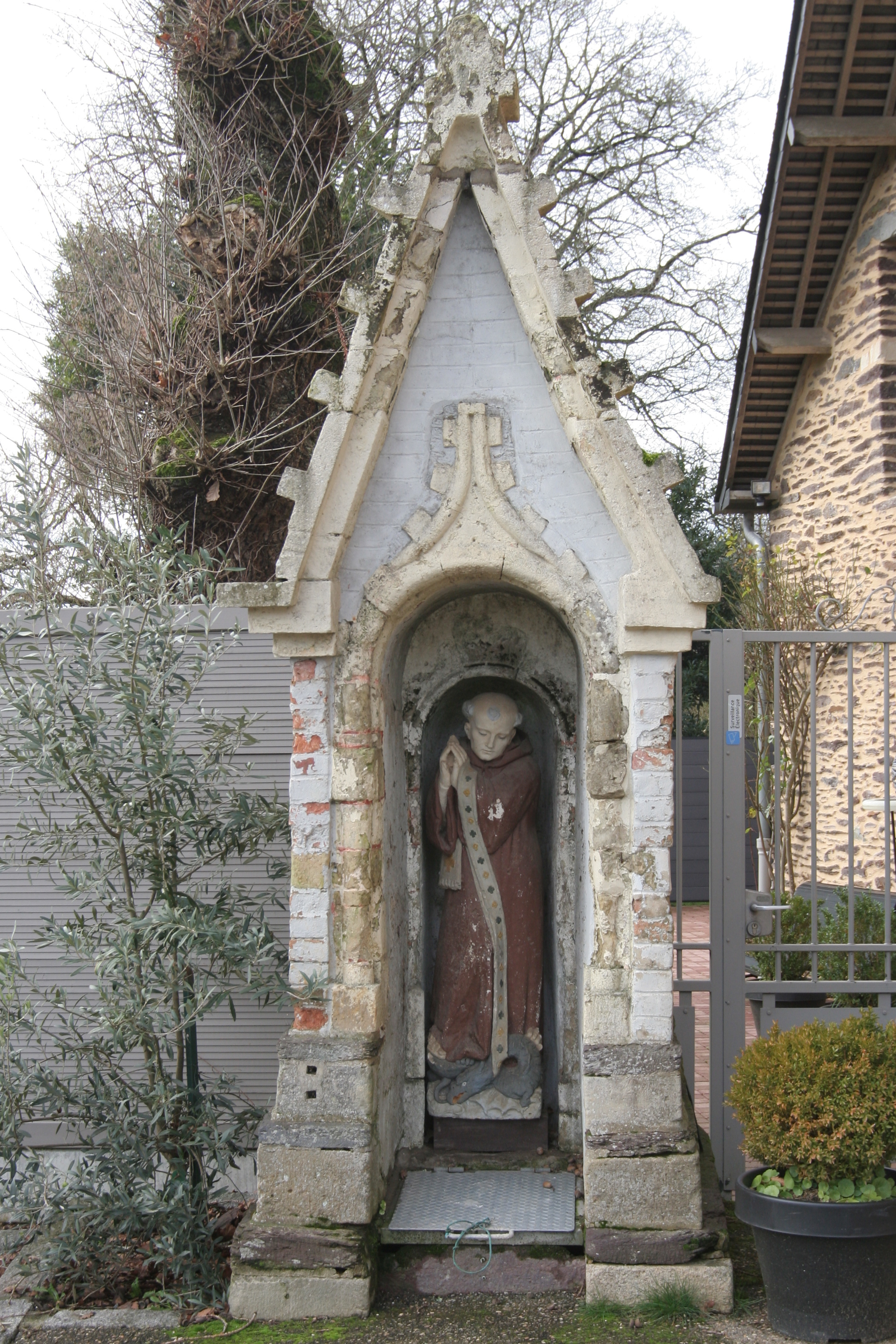
La fontaine Saint-Armel.

- - La Piffardière[51].

## Légendes
- Une légende existe au sujet de l'étang : le diable court en dessous. Par extension au fait que l'étang soit d'origine humaine : légende d'un souterrain sous l'étang[52].
- La bête de la Lohière : légende racontée par Alfred Fouquet en 1857, par Adolphe Orain en 1888 et par François Cadic en 1912[53].